# Ельман (футбольний клуб)
«Ельман» (англ. Elman Football Club) — сомалійський футбольний клуб з міста Могадішо, який виступає в Лізі Сомалі.

## Історія
Заснований у 1993 році. Наступного року команда завоювала національний кубок. У 1997 році вперше виграв Лігу Сомалі, а з 2000 року чотири рази поспіль повторював це досягнення. Після призупинення турніру, в зв'язку з громадянською війною, 2005 року виграв національний кубок. У сезонах 2007 та 2008 років знову виграв чемпіонат країни. 
Один з небагатьох сомалійських клубів, який після виграшу чемпіонату, брав участь у Клубному кубку КЕСАФА, але вагомих успіхів у цьому турнірі не досяг.
Більшість гравців команди регулярно викликаються до національної збірної Сомалі.

## Досягнення
- Ліга Сомалі
  -  Чемпіон (6): 1998/99, 1999/00, 2000/01, 2001/02, 2002/03, 2006/07, 2007/08, 2010/11, 2011/12, 2012/13

- Кубок Сомалі
  -  Володар (7): 1994, 1999, 2000, 2001, 2002, 2003, 2004

- Суперкубок Сомалі
  -  Володар (1): 2013[1]

## Відомі гравці
- Сіісе Аадан Абшир